# Cras-sur-Reyssouze
Cras-sur-Reyssouze korábbi község (település) Franciaországban, Ain megyében. 2019. január 1-jén Étrez községgel egyesült és delegált községként Bresse Vallons új község része lett.
Lakosainak száma 1501 fő (2018. január 1.). Cras-sur-Reyssouze Attignat, Étrez, Malafretaz, Marboz és Saint-Martin-le-Châtel községekkel határos.

## Népesség
A település népességének változása:
| Lakosok száma | 1388 | 1431 | 1472 | 1471 | 1501 |
|               | 2013 | 2015 | 2016 | 2017 | 2018 |